# 品川区立図書館
品川区立図書館（しながわくりつとしょかん）は、東京都品川区が設立・運営する公共図書館の総称および組織名。
品川区立品川図書館は1923年に現在の六行会が開設した荏川町文庫が前身である。在住・在勤（在学）者でなくても、利用や借り出し利用カードを作成し、図書館資料を借りる（禁帯は除く）ことが出来る。

## 施設
- 品川区立品川図書館 - 品川区北品川2-32-3
- 品川区立二葉図書館 - 品川区二葉1-4-25
- 品川区立荏原図書館 - 品川区中延1-9-15
- 品川区立南大井図書館 - 品川区南大井3-7-13
- 品川区立源氏前図書館 - 品川区中延4-14-17
- 品川区立ゆたか図書館 - 品川区豊町1-17-7
- 品川区立大井図書館 - 品川区大井5-19-14
- 品川区立五反田図書館 - 品川区西五反田6-5-1
- 品川区立大崎図書館 - 品川区北品川5-2-1
  - 2018年6月1日にリニューアルオープン[1]
- 品川区立八潮図書館 - 品川区八潮5-10-27
- 大井町サービスコーナー[2]
- 武蔵小山サービスコーナー[3]
- 目黒サービスコーナー[4]
- 大崎図書館分館 - 品川区大崎3-12-22[5]